# Theobald Kretschmann

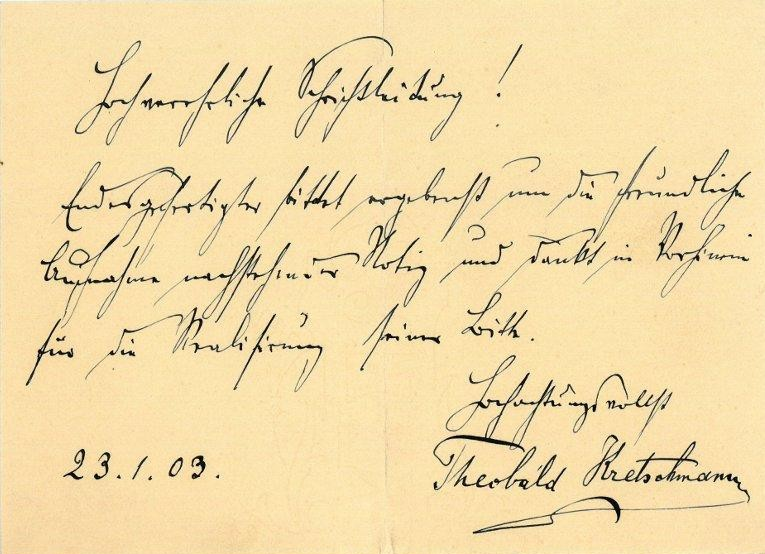
Dopis s podpisem violoncellisty Theobalda Kretschmanna (1903)

Theobald Kretschmann, křtěný Theobald Josef Wolfgang, někdy uváděn jako Theobald Krečman nebo Děpold Krečman (1. září 1850 Vinoř – 16. dubna 1919 Vídeň), byl český a rakouský violoncellista, dirigent a skladatel.

## Život
Narodil se ve Vinoři nedaleko Prahy v rodině Jana Kretschmanna, hospodářského správce hraběte Černína. Doma se zprvu učil hrát na klavír a posléze vystudoval gymnázium v Praze. V letech 1864–1870 studoval violoncello na pražské konzervatoři u prof. Wagnera a poté i u prof. Franze Hegenbartha. Následně působil jako violoncellista rok v Městském orchestru v Opavě, krátce nato v Linci, dále v letech 1872–1873 byl učitelem salcburského Mozartea a v letech 1873–1876 byl sólistou divadelního orchestru ve Vratislavi.
Roku 1876 byl pozván samotným Richardem Wagnerem ke slavnostním hrám v Bayreuthu. Zde se seznámil s Hanušem Richtrem a Josefem Hellmesbergrem, kteří jej pohnuli k tomu, že roku 1879 přesídlil do Vídně a odtud pak vyjížděl na kratší koncertní cesty. Ve stejném roce založil také smyčcové kvarteto, které dosáhlo velkých úspěchů jako "K-ovo kvarteto". Sdružení nejprve presentovalo vídeňskému posluchačstvu komorní hudbu českých skladatelů (zejména Bedřicha Smetany) a posléze také hudbu Richarda Strausse.
Od roku 1881 byl členem orchestru vídeňské dvorní opery a v letech 1889–1902 byl kapelníkem vídeňského votivního kostela. V roce 1906 s ním vyjednávalo pražské Národní divadlo o nástupu na místo dirigenta. Následně tam Kretschmann dirigoval i několik oper, avšak rodinné poměry mu nedovolily trvale se v Praze usadit. V letech 1907–1914 byl dirigentem Vídeňské státní opery a v roce 1909 založil a krátce též vedl novou vídeňskou konzervatoř. Zemřel ve Vídni roku 1919.
Theobald Kretschmann napsal mnoho písní, několik mší, dvě rekviem, asi 150 chrámových skladeb, množství pochodů, tanců, kvartetů, sborů atd. Také jeho parodie na operu Salome "Salome II." se těšila velikému úspěchu jak ve Vídni, Štýrském Hradci, tak i v Německu.